# احمد محرم‌زاده
احمد محرم‌زاده یخفروزان سیاستمدار ایرانی و نماینده دوره یازدهم مجلس شورای اسلامی ایران است. وی موفق شد در یازدهمین انتخابات مجلس شورای اسلامی که در تاریخ ۲ اسفند ۱۳۹۸ برگزار شد، با تقریب ۲۹ هزار و ۸۲۶ رای از مجموع ۷۶ هزار و ۷۱۵ رای، از حوزه انتخابیه اهر و هریس از استان آذربایجان شرقی  به مجلس راه یابد.